# Hinsdale (Illinois)
Hinsdale é uma aldeia localizada no estado americano de Illinois, no Condado de Cook e Condado de DuPage.

## Demografia
Segundo o censo americano de 2000, a sua população era de 17.349 habitantes.
Em 2006, foi estimada uma população de 18.178, um aumento de 829 (4.8%).

## Geografia
De acordo com o United States Census Bureau tem uma área de 12,0 km², dos quais 12,0 km² cobertos por terra e 0,0 km² cobertos por água. Hinsdale localiza-se a aproximadamente 223 m acima do nível do mar.

## Localidades na vizinhança
O diagrama seguinte representa as localidades num raio de 4 km ao redor de Hinsdale.